# 里比爾 (加利福尼亞州)
里比爾（英語：Ribier）是位於美國加利福尼亞州克恩縣的一個非建制地區。該地的面積和人口皆未知。

## 地理
里比爾的座標為35°15′10″N 118°52′46″W / 35.25278°N 118.87944°W，而該地的平均海拔高度為136米（即446英尺）。